# Piro (Tanoan)
Piro, pleme ili plemena Tanoan Indijanaca koji je u 17. stoljeću živjelo u području rijeke Rio Grande, a sastojalo se od dvije glavne grupe: Tiwa duž Rio Grande od San Marciala (danas 'grad duhova') u okrugu Socorro, pa prema Albuquerqueu; Tompiro ili Salineros istočno od Rio grande u području slanih laguna (salinasa). Od ranih Španjolaca Pirosi su nazivani 'Sjevernjaci' (= Norteños), prema njihovom lokalitetu kod El Paso del Norte. Danas žive na rezervatu Tigua Indian Reservation u Teksasu, i pod imenom Piro-Manso-Tiwa Tribe (206; 2000) kod Las Crucesa u pueblu San Juan de Guadalupe, u Novom Meksiku.

## Ime
Značenje naziva piro nije poznato. Tükahun, naziv Isleta Indijanaca označava sve pueble južno od njih, u značenju  "southern pueblos."

## Sela (puebli)
- Abo, na the Arroyo del Empedradillo, u okrugu Valencia.
- Agua Nueva, na Rio Grande između Socorroa i Servillete.
- Alamillo, na Rio Grande, 12 milja sjeverno od Socorroa.
- Barrancas, na Rio Grande blizu Socorroa.
- Qualacu, na istočnoj obali Rio Grande blizu podnožja Black Mesa, na ili blizu San Marciala.
- San Felipe, na Rio Grande, možda blizut San Marciala, okrug Socorro.
- San Pascual, na istočnoj obali Rio Grande, okrug Socorro.
- Senecu, zapadna obala Rio Grande, na mjestu sela San Antonio.
- Senecu del Sur (zajedno s Tiwa), na Rio Grande, nekoliko milja od El Pasoa, Chihuahua, Meksiko.
- Sevilleta, istočna obala Rio Grande, nedaleko Socorroa.
- Socorro ili Pilabo, današnji Socorro.
- Socorro del Sur, na obje obale Rio Grande nedaleko El Pasoa, Teksas.
- Tabira, na Mesa de los Jumanos, sjeveroistočno od Socorroa.
- Tenabo, mpžda na Siete Arroyos, sjeveroistočno od Socorroa i istočno od Rio Grande.
- Teypana, nasuprot Socorroa, na istočnoj obali Rio Grande, u okrugu Socorro.
- Tenaquel (?).

Napušteni puebli koje su zacijelo nastanjivali Pirosi: Amo, Aponitre, Aquicabo, Atepua, Ayqui, Calciati, Canocan, Cantensapué, Cunquilipinoy, Encaquiagualcaca, Huertas (4 milje od Soccoroa), Peixolóe, Pencoana, Penjeacú, Pesquis, Peytre, Polooca, Preguey, Pueblo Blanco (istočno od Rio Grande), Pueblo Colorado (isto kao i Pueblo Blanco), Pueblo de la Parida (ib.), Pueblo del Alto (istočna strana Rio Grance, 6 milja južno od Belena), Queelquelu, Quialpo, Quiapo, Quiomaquí, Quiubaco, Tecahanqualahámo, Teeytraan, Tercáo, Texa, Teyaxa, Trelagú, Trelaquepú, Treyéy, Treypual, Trula, Tuzahe, Vumahein, Yancomo, Zumaque.
Puebli naseljeni Pirosima i Tiwama: Acoli, Aggey, Alle, Amaxa, Apena, Atuyama, Axauti, Chein, Cizentetpi, Couna, Dhiu, Hohota, Mejia (5 liga od Isleta), Quanquiz, Salineta, 4 lige od Guadelupe Mission, kod El Paso, Teksas), San Bautista (na Rio Grande, nedaleko Sevilleta), San Francisco (na donjoj Rio Grande između El Pasoa i San Lorenzoa u Teksasu), Xatoe, Xiamela (?), Yonalus.

## Povijest
Zapadni Piro Indijanci što su živjeli u području Rio Grande prve kontakte s Europljanima imaju još od 1540. (Coronadova ekspedicija), pa nadalje Chamuscadova (1580), Espejo (1583) i Oñate (1598). Prvi misionarski rad među njihovim istočnim rođacima u području slanih laguna (Salineros ili Tompiros) započinje 1629. Piro Indijanci neće sudjelovati u Pueblo ustanku što će započeti 1680. ovom događaju prethode napadi divljih apačkih ratnika koji su bili tako učestali tako da su do 1680. opustjeli svi puebli u području Salinasa na slanim lagunama i Senecu na Rio Grande. Ostaci Piro Indijanaca pobjegoše (1680) sa Španjolcima i njihovim guvernerom Oterminom u Teksas i utemeljiše sebi nove pueble Senecu del Sur i Socorro del Sur. Tek će 1777. guverner Juan Bautista de Anza nekako sklopiti mir između pueblo Indijanaca i nomadskih Indijanaca, osim apačkih ratnika. Grupe Piro Indijanaca pod španjolskim utjecajem u Teksasu bit će meksikanizirane. 

## Etnografija
Piro Indijanci imali su tipičnu sjedilačku pueblo kulturu sa stalnim naseljima i obradom tla (kukuruz). U području Salinasa Španjolci su bili impresionirani njihovim tkalaštvom, košaraštvom i lončarijom crno-na-bijelo. Uz uzgoj kukuruza i drugih indijanskih kultura sakupljali su i divlje jestivo bilje, hvatali jelene, zečeve, antilope i bizone i uzgajali purane. Odjeća je bila koža antilopa, a nosili su i ogrtače od bizonovog krzna i dekorativne ogrtače od pamuka i vlakana yucce. Izrađivali su i ukrase od tirkiza i perja purana. 

## Vanjske poveznice
- Tigua Indians Survive 300 Years of Ordeals  Arhivirana inačica izvorne stranice od 14. siječnja 2008. (Wayback Machine)
- [neaktivna poveznica]
- La provincia de los Piros (na engleskom)
- Salinas Pueblo Missions National Monument  Arhivirana inačica izvorne stranice od 9. svibnja 2008. (Wayback Machine)